# Chloroniella peringueyi
Chloroniella peringueyi är en insektsart som beskrevs av Peter Esben-Petersen 1924. 
Chloroniella peringueyi ingår i släktet Chloroniella och familjen Corydalidae. Inga underarter finns listade i Catalogue of Life.